# David Samanez Ocampo
David Samanez Ocampo y Sobrino (Huancarama, Apurímac, 1866 - Cusco, 13 de julio de 1947) fue un político y hacendado peruano que ocupó la presidencia interina del Perú en 1931, al frente de una Junta Nacional de Gobierno. Dio un nuevo Estatuto Electoral, pacificó el país y convocó a elecciones generales, las que ganó el teniente coronel Luis Miguel Sánchez Cerro.

## Biografía

### Primeras apariciones en la política
Perteneciente a una familia aristócrata de hacendados adinerados, fue hijo del explorador don José Benigno Samanez y Ocampo y de Consuelo Balbina Sobrino de Piérola. Nacido en la hacienda Huambo, entonces en el departamento del Cuzco (hoy en el departamento de Apurímac), militó desde muy joven en el Partido Demócrata acaudillado por Nicolás de Piérola y organizó montoneras en el sur andino durante la revolución de 1894-95 en contra del presidente Andrés Avelino Cáceres. Triunfante dicha revolución, Samanez fue elegido diputado por la provincia de Antabamba ante el Congreso de la República, cargo que ejerció entre 1895 y 1900. Se apartó luego de la vida pública, retirándose a vivir en una hacienda familiar en Marcahuasi en el actual distrito de Mollepata, provincia de Anta, departamento del Cusco.
Fue elegido diputado por la provincia de La Convención en 1907 durante los primeros gobiernos de José Pardo y Barreda y Augusto B. Leguía en la República Aristocrática. Reapareció en 1909 en la escena política, encabezando contra el primer gobierno de Augusto B. Leguía un levantamiento de montoneros que se extendió desde Apurímac hasta las provincias de Lucanas y Parinacochas, en el departamento de Ayacucho, y hasta las de Anta y Paruro, en el departamento de Cuzco. Fue sin embargo derrotado en Tablachaca por las tropas gobiernistas al mando del coronel Arístides de Cárdenas, quien ocupó Abancay. Samanez tuvo que huir hacia Bolivia. Enrique Chirinos Soto dice sobre esas montoneras: «Habrían de ser las últimas de nuestra historia. Ya no se puede combatir con la paisanería al ejército que Piérola ha reorganizado y que gobiernos sucesivos han fortalecido. En adelante el ejército hará las revoluciones blancas o golpes de estado».
Años más tarde Samanez volvió a las andanzas políticas, esta vez apoyando al gobierno de Guillermo Billinghurst (1914). En las elecciones de 1912 fue elegido diputado por la provincia de La Convención. Durante el segundo gobierno de José Pardo y Barreda fue elegido senador por el departamento de Apurímac, cargo que ocupó de 1917 a 1919, de 1920 a 1921 y de 1923 a 1924, ya bajo el segundo gobierno de Leguía (llamado después el Oncenio). Pertenecía entonces a la facción del Partido Demócrata dirigida por Isaías de Piérola, hijo del caudillo Nicolás de Piérola.
Se convirtió en uno de los principales opositores al reeleccionismo de Leguía, por lo que fue apresado y confinado en la isla San Lorenzo, para luego ser desterrado, en 1923. Regresó tras el golpe militar del teniente coronel Luis Sánchez Cerro, en 1930. Deseando vivir ya tranquilamente, retomó sus actividades agrícolas, pero pronto la política lo volvería a llamar.

### Tras la caída de Leguía

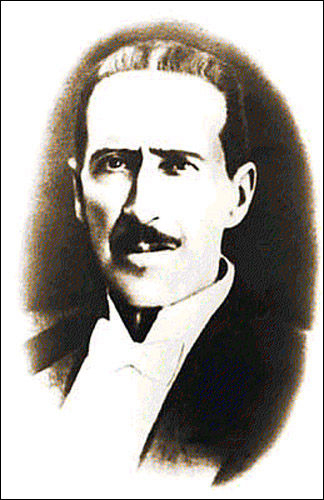
David Samanez.

A partir de 1930 el Perú se sumió en un período de crisis económica y desorden político tales, que se sucedieron seis presidentes de la República en el lapso de sólo siete meses. La serie se inició con el derrocamiento de Leguía y continuó con el pronunciamiento que el 20 de febrero de 1931 efectuó la guarnición de Arequipa contra la Junta de Gobierno presidida por el teniente coronel EP Luis Miguel Sánchez Cerro y sus intentos de convocar a una asamblea constituyente. 
Los insurrectos de Arequipa proclamaron al ya viejo y respetado político y montonero David Samanez Ocampo como presidente de una Junta Nacional de Gobierno que debería conducir al país en su retorno a la normalidad. Sánchez Cerro se vio obligado a entregar el poder, el cual fue asumido por el presidente de la Corte Suprema de Justicia, Ricardo Leoncio Elías, quien pocos días después dejó el mando en manos del general Gustavo Jiménez. Días después, y luego de una serie de contramarchas de los allegados a Sánchez Cerro, Samanez llegó a Lima y, con unánime aceptación, se hizo cargo de la primera magistratura de la nación, encabezando la Junta Nacional de Gobierno organizada en la capital con la representación de todas las regiones (11 de marzo de 1931).

### Presidente de la Junta Nacional de Gobierno

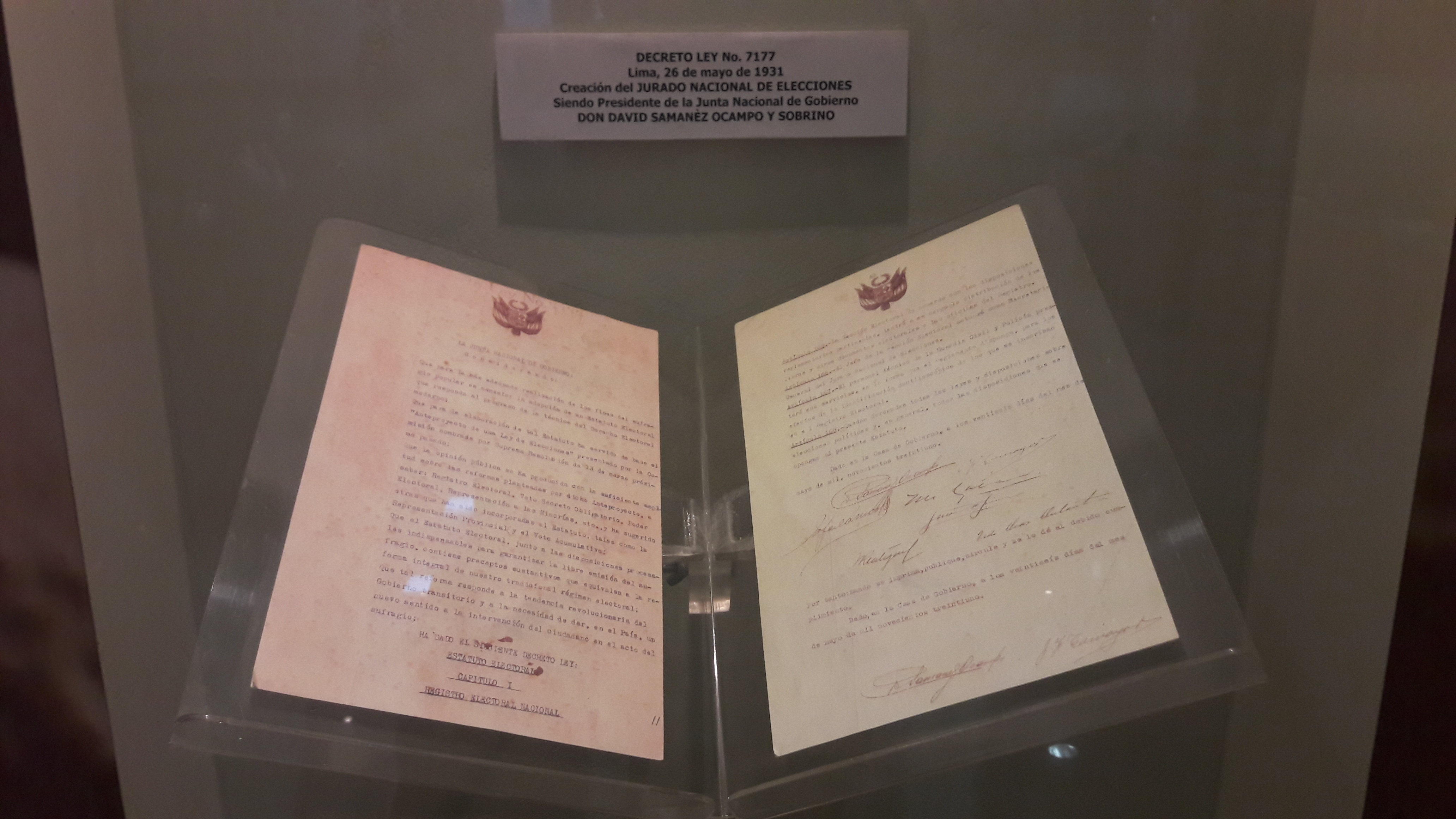
Decreto Creación de Jurado Nacional de Elecciones (JNE) por el presidente Samanez Ocampo en 1931.

Tenía Samanez Ocampo 65 años al momento de asumir la presidencia de la Junta Nacional de Gobierno del Perú, y aunque su gobierno duró sólo nueve meses, habría de merecer el reconocimiento general.
Su mayor contribución fue un nuevo Estatuto Electoral, preparado por una comisión especial, en la que participaron jóvenes personalidades como César Antonio Ugarte, Alberto Arca Parró, José Antonio Encinas, Luis E. Valcárcel, Jorge Basadre Grohmann y Luis Alberto Sánchez. Esta comisión funcionó en la Biblioteca de la Universidad de San Marcos, y tras culminar su labor presentó al gobierno un anteproyecto de Estatuto Electoral, el mismo que fue oficializado, con algunas pequeñas enmiendas, por decreto ley N.º 7177 del 26 de mayo de 1931. Las novedades de la nueva ley electoral fueron las siguientes:
- La confección de un moderno padrón electoral centralizado, que hizo que las listas de votantes ya no dependieran de Juntas Preparatorias provinciales que solían cometer todo tipo de vicios y fraudes.
- El escrutinio no se haría en la mesa de sufragio sino en el Jurado Departamental, a fin de evitar las anteriores tomas de mesas por obra de turbas armadas, que favorecían a determinados candidatos.
- El establecimiento del voto secreto, en una cámara de sufragio, pues hasta entonces el voto había sido público.
- La imposición de una sanción para los omisos al voto.

Quedaron exceptuados de ser votantes los curas, los militares, los varones menores de 21 años, las mujeres de todas las edades y los analfabetos. Los partidarios de Leguía fueron prohibidos de ser candidatos. Como poder supremo electoral fue erigido el Jurado Nacional de Elecciones, independiente del Poder Ejecutivo.
El gobierno de Samanez promulgó una nueva ley de quiebras y estableció un fondo "Pro desocupados" para intentar socorrer a los más necesitados. En medio de sucesivas intentonas golpistas y serios conflictos laborales, incluso se realizó un censo que arrojó 375.000 habitantes en Lima y 69.800 habitantes en el Callao.
Convocadas las elecciones para el 11 de octubre de 1931, se presentaron a ellas Luis M. Sánchez Cerro por el partido Unión Revolucionaria, Víctor Raúl Haya de la Torre por el Partido Aprista Peruano, Arturo Osores Cabrera por la Coalición Nacional y José María de la Jara y Ureta del Partido Unión Nacional. Los resultados fueron dados a conocer un mes después, siendo el triunfo para Sánchez Cerro por un escaso margen sobre Haya de la Torre. El partido aprista rechazó estos resultados, alegando fraude (lo que nunca pudo demostrar), y comenzó a realizar protestas en diversas ciudades del país. El presidente Samanez Ocampo se mantuvo firme en el respeto a la voluntad popular, y el día 8 de diciembre de 1931 entregó el gobierno a Sánchez Cerro.

### Retiro Político
Terminada su misión política, Samanez volvió a retirarse de la actividad política, esta vez en forma definitiva, dedicándose a la agricultura.